# 阿列克桑德羅夫斯科耶湖 (列寧格勒州)
60°23′41″N 28°58′54″E / 60.39472°N 28.98167°E
阿列克桑德羅夫斯科耶湖（俄语：Александровское），是俄羅斯的湖泊，位於該國西北部，由列寧格勒州負責管轄，面積5.7平方公里，海拔高度13米，集水區面積208平方公里，平均水深3米，最大水深7米。